# Doug Broxson
Douglas Vaughn Broxson (nacido el 10 de marzo de 1949) es un político estadounidense perteneciente al Senado de Florida como legislador del 1° Distrito, que incluye los condados de Escambia, Santa Rosa y parte del condado de Okaloosa. Doug es miembro del Partido Republicano.

## Primeros años y educación
Doug nació y se crio en Pensacola, hijo de un sheriff del Condado de Santa Rosa. Obtuvo una licenciatura de la Universidad Evangel en 1971. En sus años universitarios, Doug conoció a Mary, quien años después sería la madre de sus cuatro hijos: Julie, Jason, Judd y Jill.

## Carrera profesional
Doug ha trabajado como agente de bienes raíces, inversionista y vendedor de seguros.

## Carrera política

### Cámara de Representantes de Florida
En 2010, cuando el representante estatal en ejercicio Greg Evers no pudo buscar la reelección debido a los límites de mandato, en su lugar se postuló con éxito para el Senado del Estado de Florida, Broxson se postuló para sucederlo en las primarias republicanas en el 1° Distrito, que incluía el norte del condado de Escambia, noroeste del condado de Okaloosa y el condado de Santa Rosa. Se enfrentó a Greg Brown, Ferdinand Salomon y Ricky Perritt, a quienes derrotó con el 45% de los votos. En las elecciones generales, Broxson derrotó al candidato independiente Matthias Venditto y ganó de manera aplastante, recibiendo el 84% de los votos.
Cuando los distritos de la Cámara de Florida se reconfiguraron en 2012, Broxson se postuló en el tercer distrito recién creado, que incluía la mayor parte del territorio que había representado en el primer distrito, pero eliminó las secciones del condado de Escambia a favor de una mayor porción del condado de Okaloosa. Se enfrentó a Jayer Williamson, hijo del comisionado del condado de Santa Rosa, Jim Williamson, en las primarias republicanas y ganó con el 58% de los votos. No se enfrentó a un oponente en las elecciones generales y ganó de manera aplastante.
Mientras se desempeñaba en la legislatura, Broxson apoyó la legislación que permitiría a las comunidades "multar a los automovilistas usaban los equipos de sonido de sus automóviles demasiado alto" a pesar de las preocupaciones de que esto conduciría a la discriminación racial, y señaló: "Esta ha sido una ley existente durante mucho tiempo. no lo hagas más de lo que es. Ha funcionado durante años. Les ha dado la capacidad de mantener la paz en las ciudades [y] mantener nuestros vecindarios tranquilos y pacíficos".
En 2014, Broxson fue desafiado en las primarias republicanas por Jamie Smith, un activista y veterano del Tea Party. Hizo campaña sobre su historial conservador en la legislatura de reducir la regulación y el gasto del gobierno, diciendo: "[La legislatura] se enfrentó a Obamacare e hizo todo lo que se supone que deben hacer los buenos republicanos". Broxson dijo que, en su tercer mandato, se concentraría en liderar el cargo de reforma tributaria adicional. Terminó derrotando a Smith de manera aplastante, ganando el 70% de los votos y avanzó a las elecciones generales, donde ganó la reelección fácilmente.

### Senado
En 2016, Broxson nuevamente sucedió a Greg Evers cuando Evers optó por postularse sin éxito para el 1.° distrito congresional de Florida en lugar de buscar la reelección en su distrito del Senado reconfigurado. Broxson derrotó a su compañero representante estatal Mike Hill en las primarias republicanas y a dos candidatos por escrito en las elecciones generales.

### Comités
Durante su tiempo en la política, Doug ha servido en los siguientes comités:

#### 2011-2012
- Finanzas e impuestos

#### 2013-2014
- Procedimientos administrativos
- Asuntos Económicos

#### 2015
- Asuntos locales y federales

#### 2017
- Comité Conjunto de Supervisión del Asesor Público
- Asuntos militares y de veteranos, espacio y seguridad doméstica
- Comunicaciones, energía y servicios públicos
- Asuntos de niños, familias y ancianos

#### 2019-2020
- Comité Conjunto de Supervisión del Asesor Público
- Comité de Asuntos Comunitarios
- Comité de agricultura
- Comité de Banca y Seguros
- Asuntos militares y de veteranos, espacio y seguridad doméstica

## Vida personal
Doug disfruta de la pesca, el golf y el softbol. Pertenece a la iglesia cristiana Las Asambleas de Dios.